# Oshan
Oshan (кит. 欧尚; пиньинь Ōushàng) — торговая марка легковых автомобилей под управлением Changan Automobile. Первоначально компания носила название Changan Commercial Vehicles и специализировалась на производстве малотоннажных грузовых автомобилей и микроавтобусов. В апреле 2017 года компания была переименована в Changan Oshan и начала специализироваться на производстве легковых автомобилей.
Название Oshan было вдохновлено коммерческим автомобилем Changan MPV Oushang.
В 2024 году компания Changan решила прекратить деятельность бренда Oshan и объединить модельный ряд и канал продаж в один бренд.

## Модельный ряд

### Седаны
- Oshan Qiyue (2022—2023) — субкомпактный автомобиль, ребеджинг Suzuki Ciaz
- Oshan Niou 2 (2019—2020) — городской автомобиль

### SUV
- Oshan COS1°/COS1°GT (2018—2021) — среднеразмерный SUV
- Oshan COS3° (2019—2021) — субкомпактный SUV
- Oshan COS5° (2019—2022) — субкомпактный SUV
- Oshan CX70/CX70T (2016—2019) — среднеразмерный SUV
- Oshan X70A (2017—2022) — компактный SUV
- Oshan X5/X5 Plus (2020—2024) — компактный SUV
- Oshan X7/X7 Plus (2019—2024) — среднеразмерный SUV
- Oshan Z6 (2021—2024) — среднеразмерный SUV

### MPV
- Oshan Changxing/A600 (2015—2022) — компактвэн
- Oshan Cosmos (2018—2022) — компактвэн
- Oshan A800 (2017—2020) — компактвэн
- Oshan Oliwei/Chana Eulove (2013—2018) — компактвэн

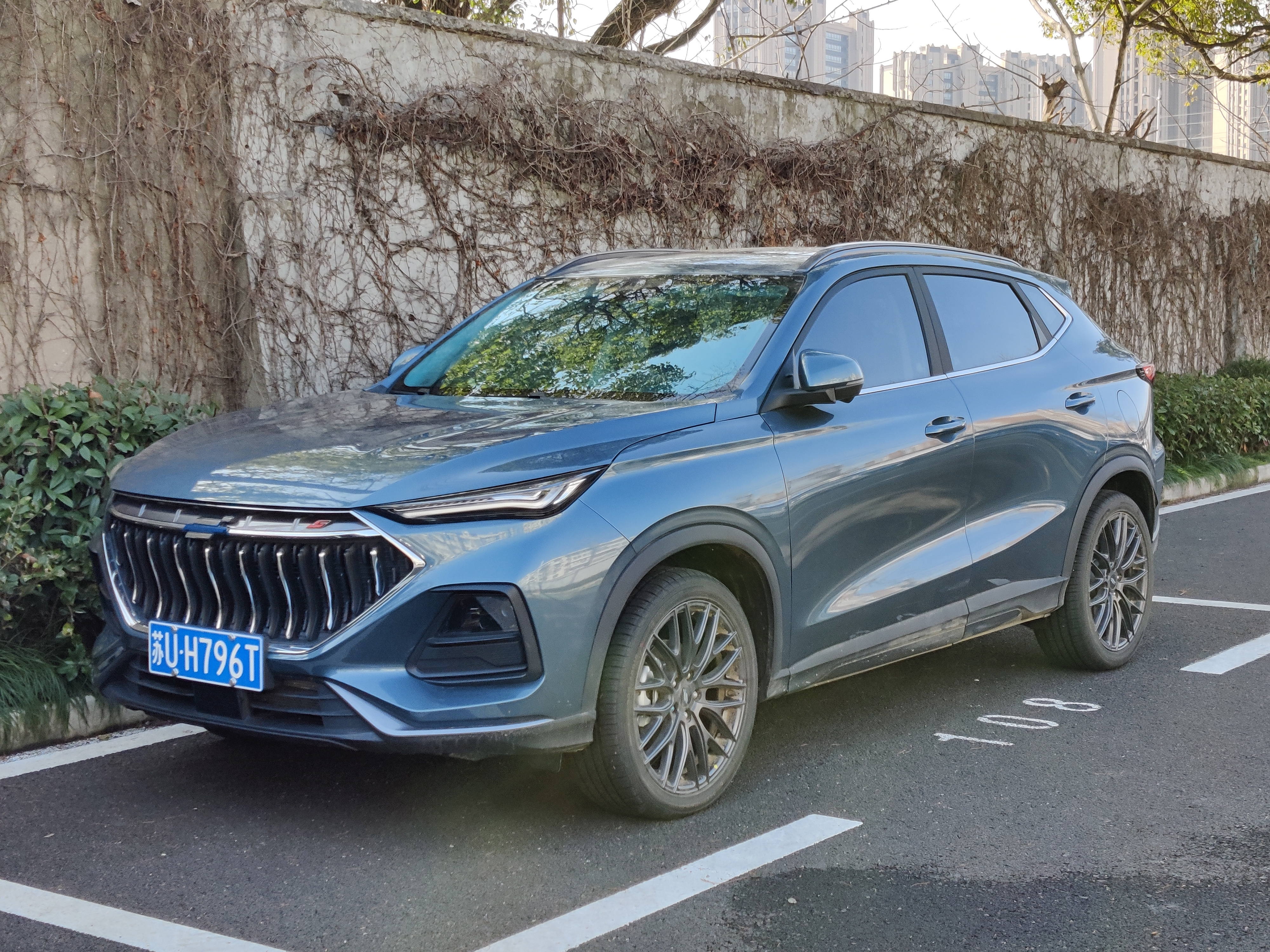
Oshan X5
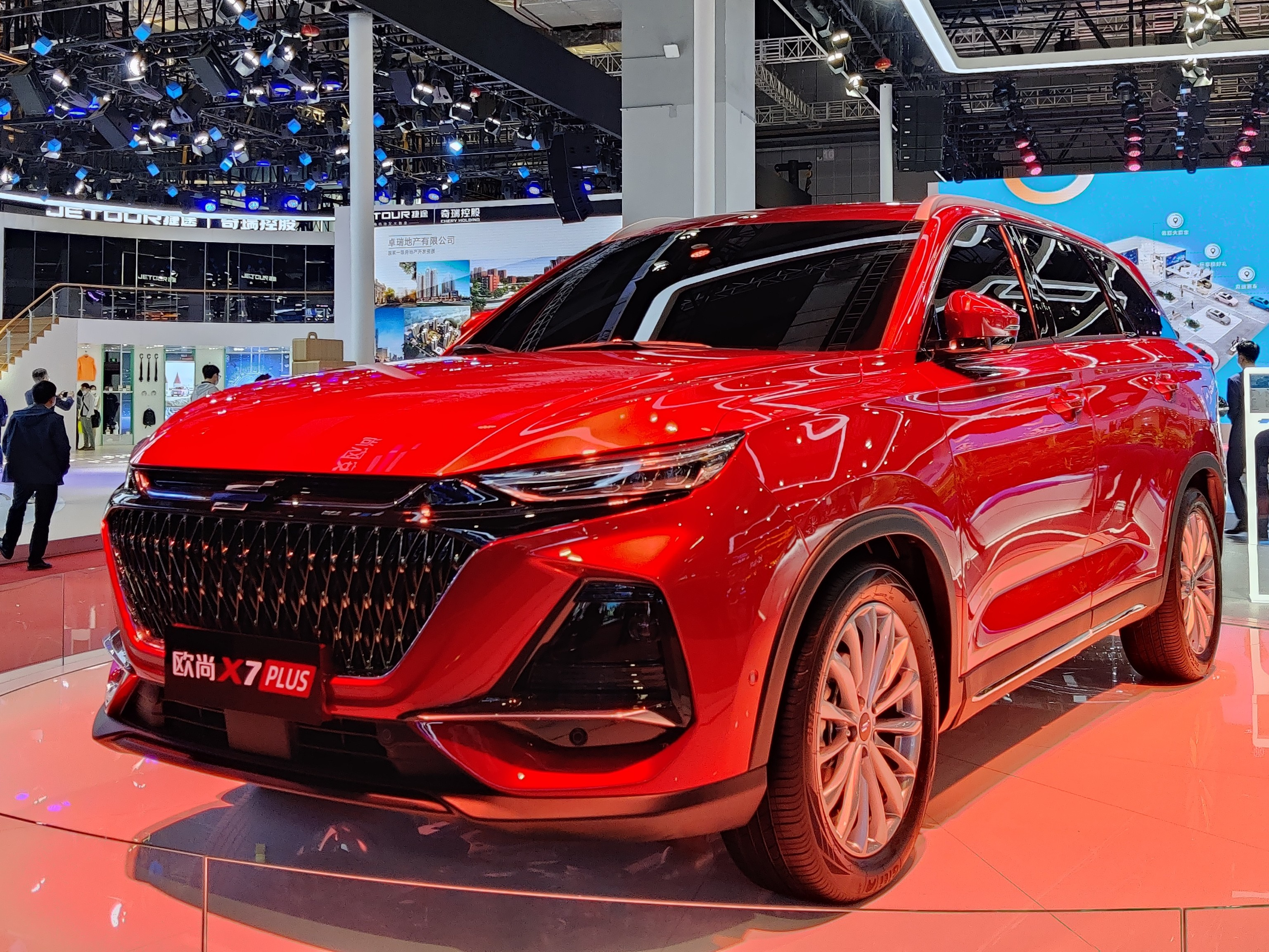
Oshan X7 Plus
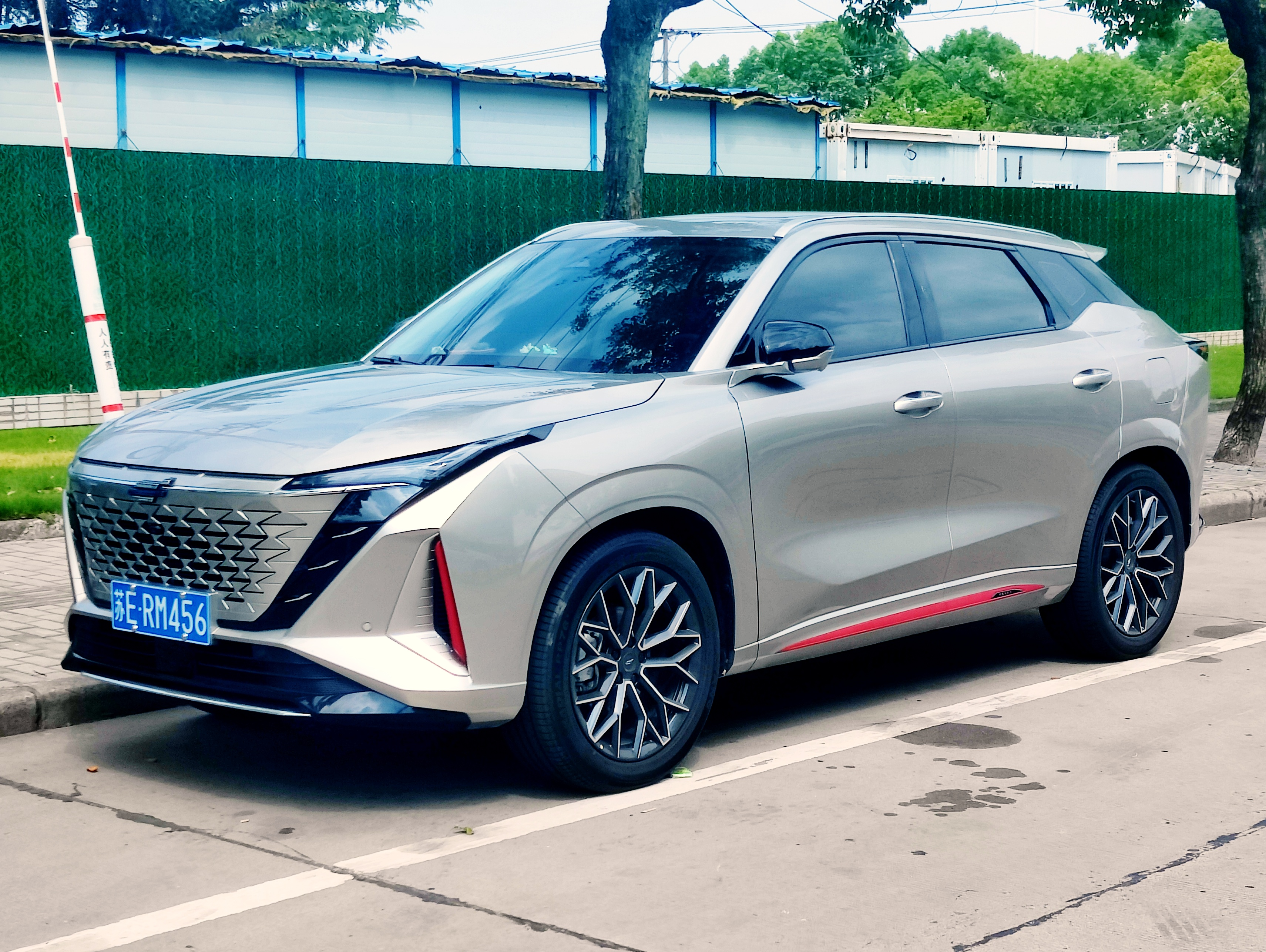
Oshan Z6
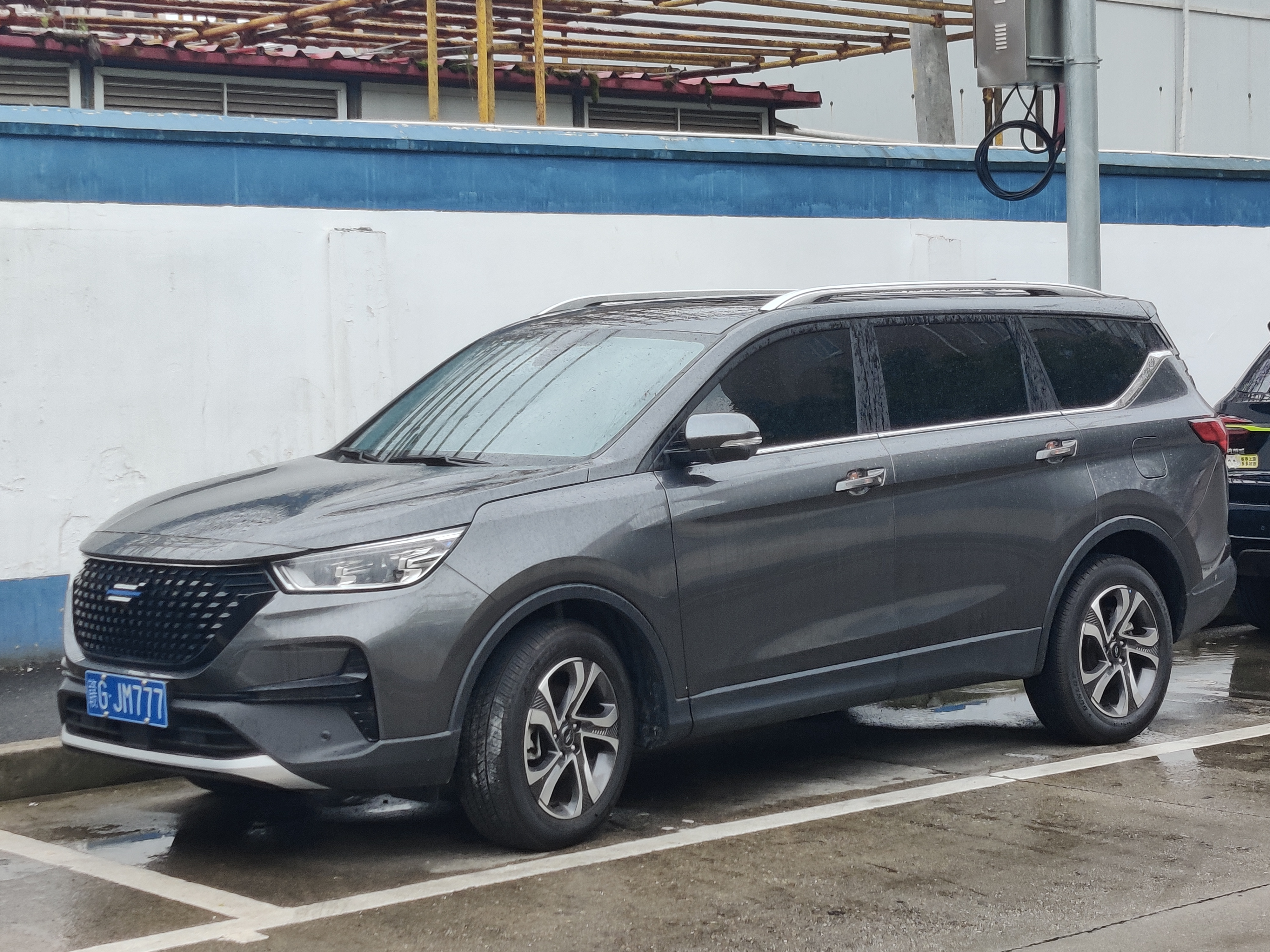
Oshan COS1°GT
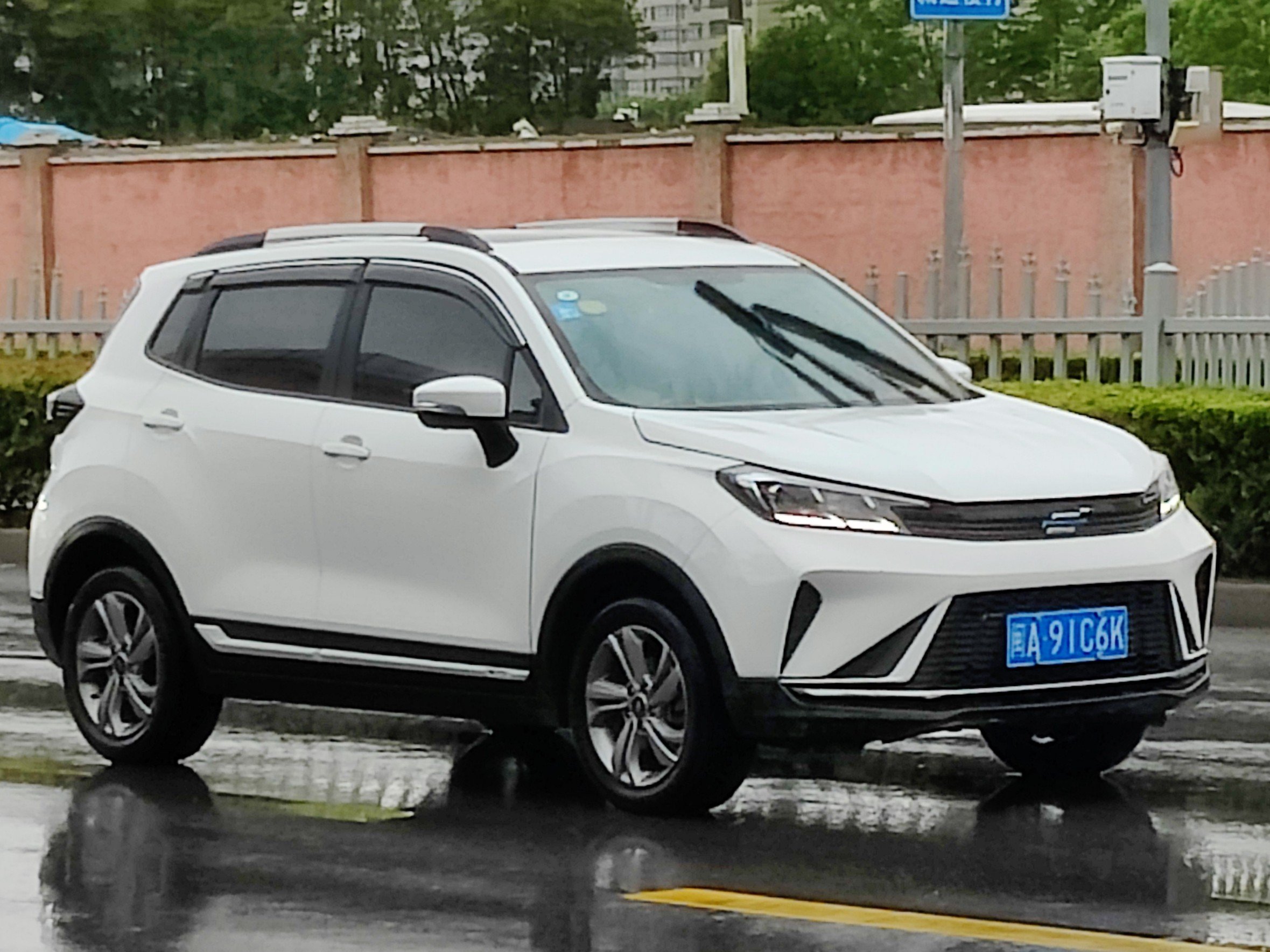
Oshan COS3°
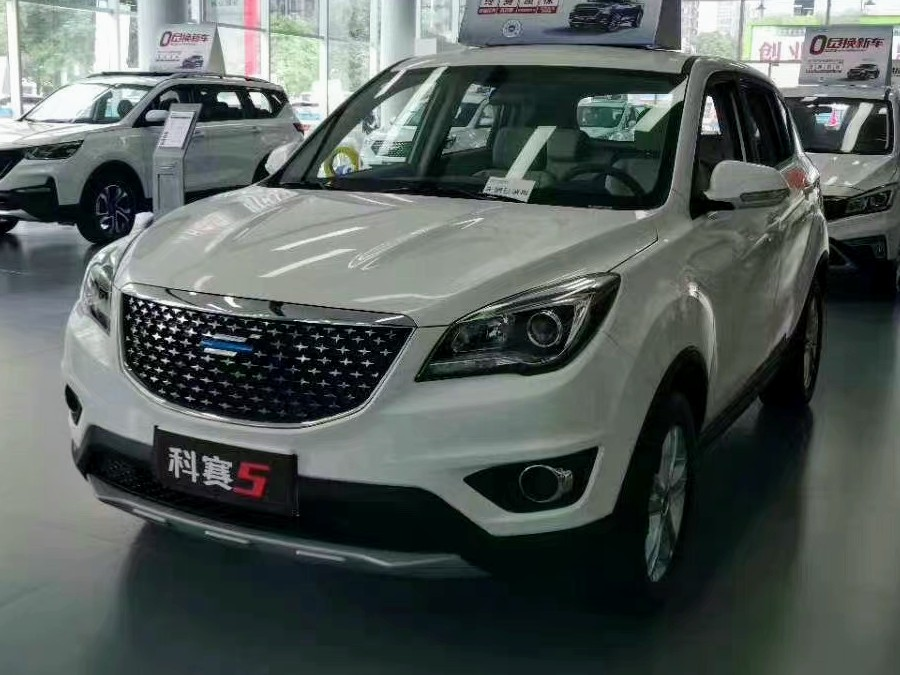
Oshan COS5°
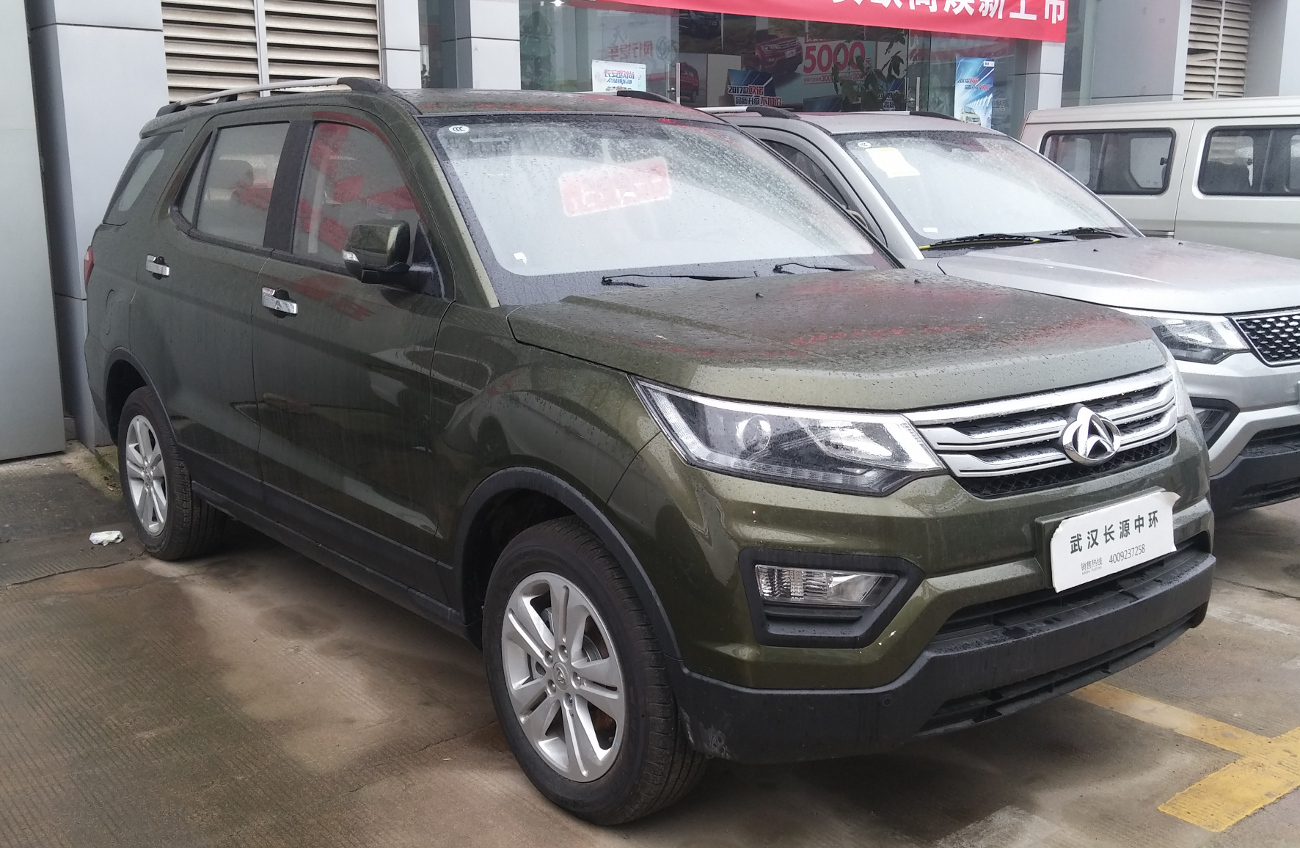
Oshan CX70
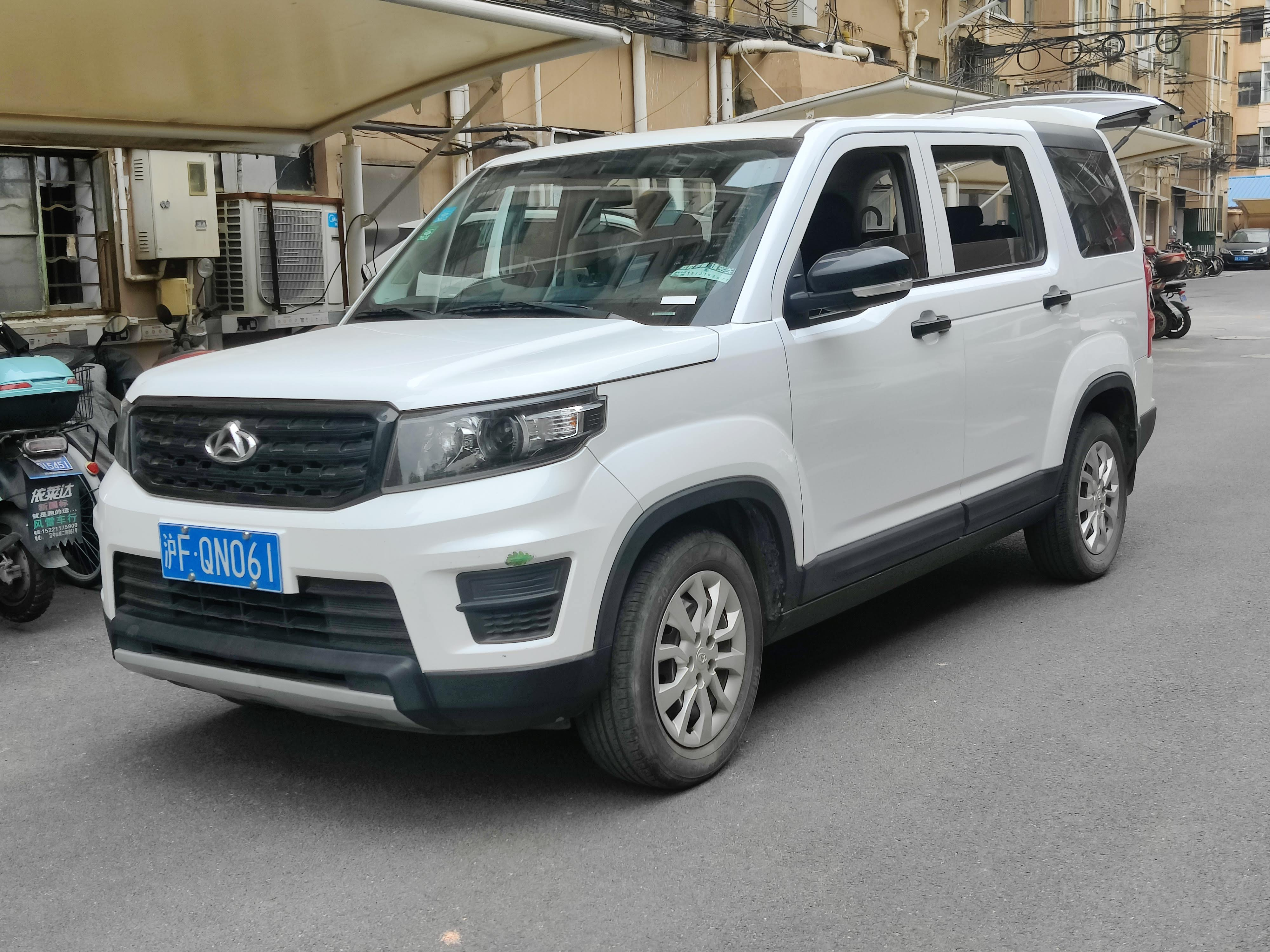
Oshan X70A
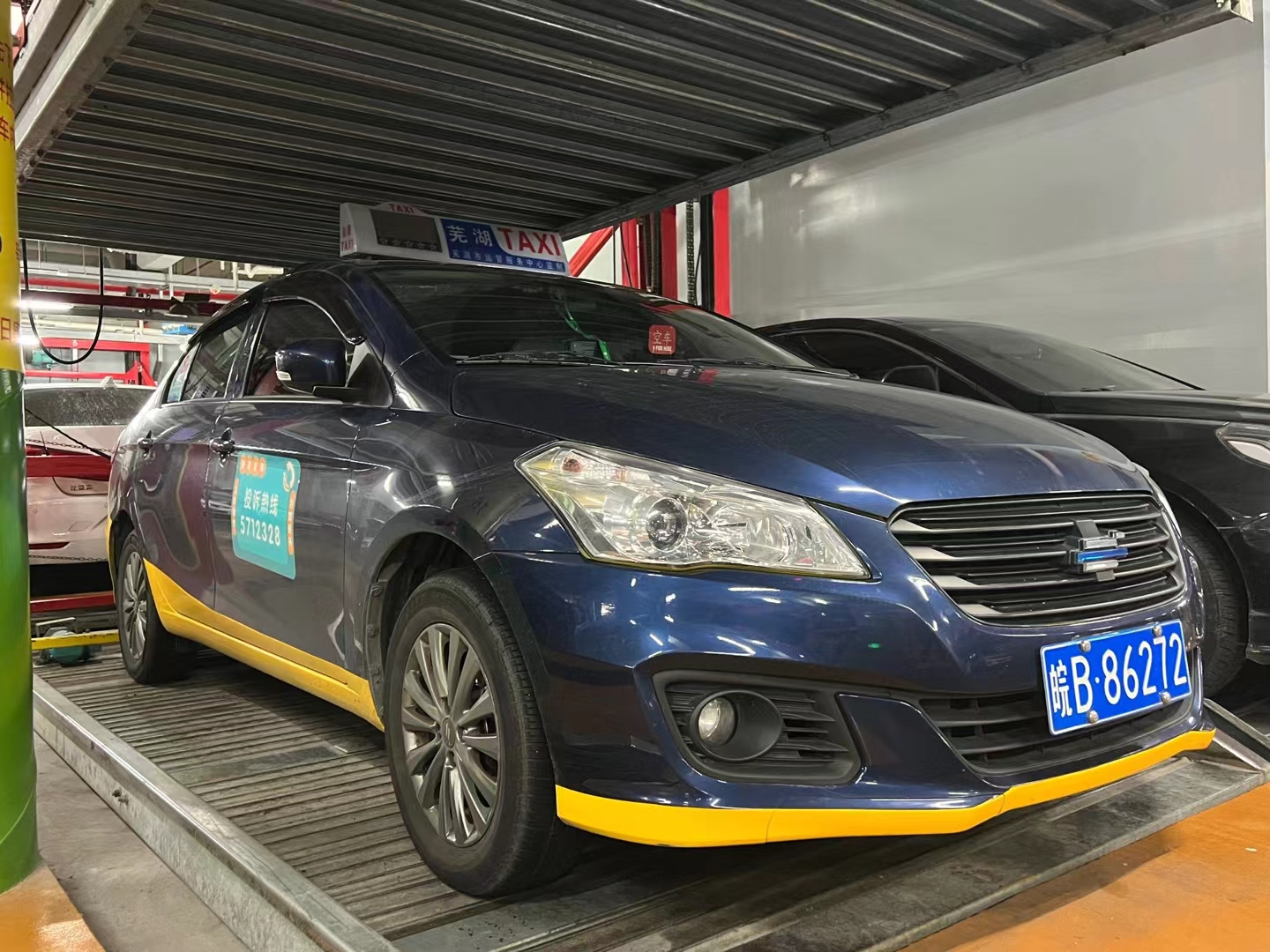
Oshan Qiyue
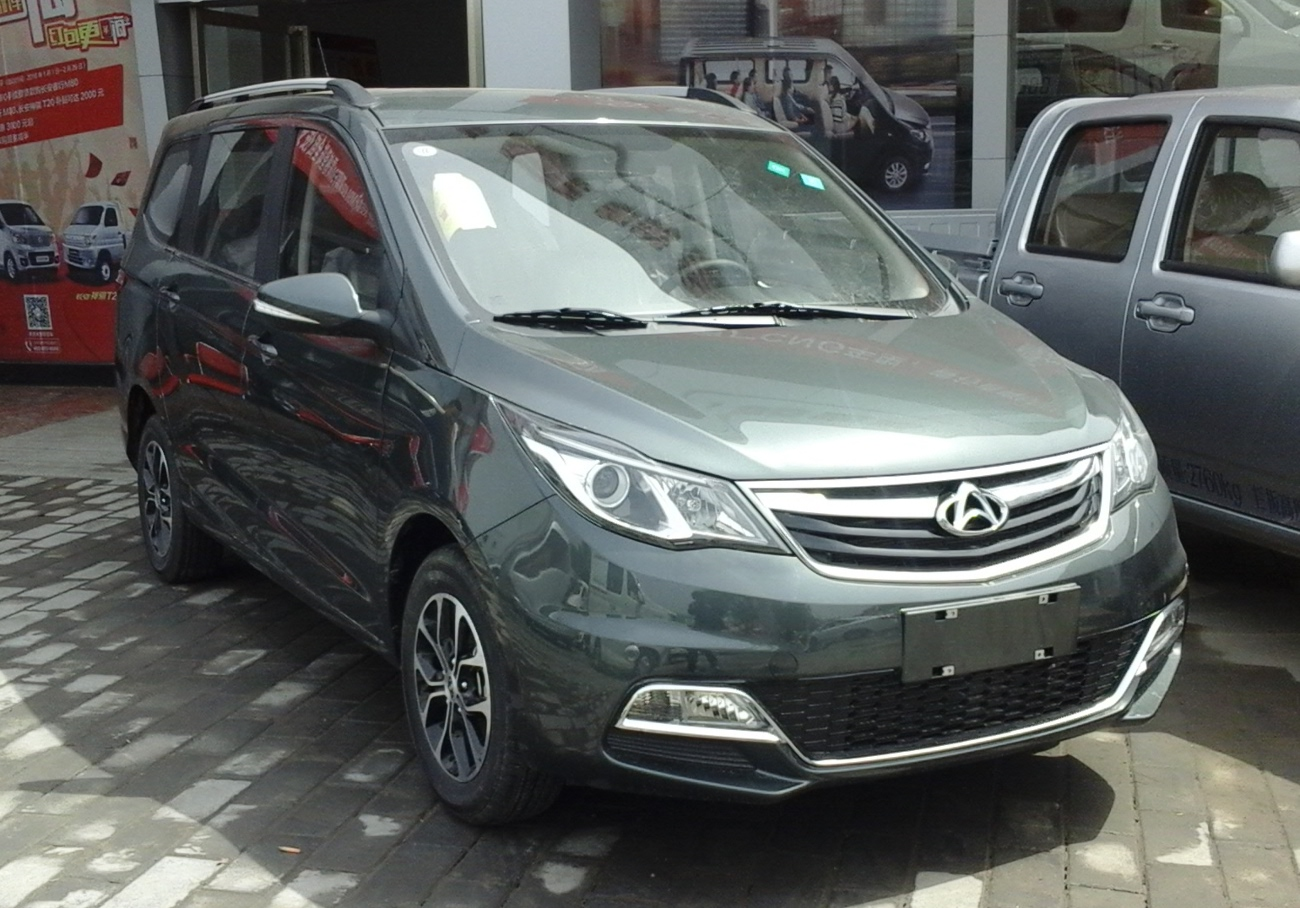
Oshan A600
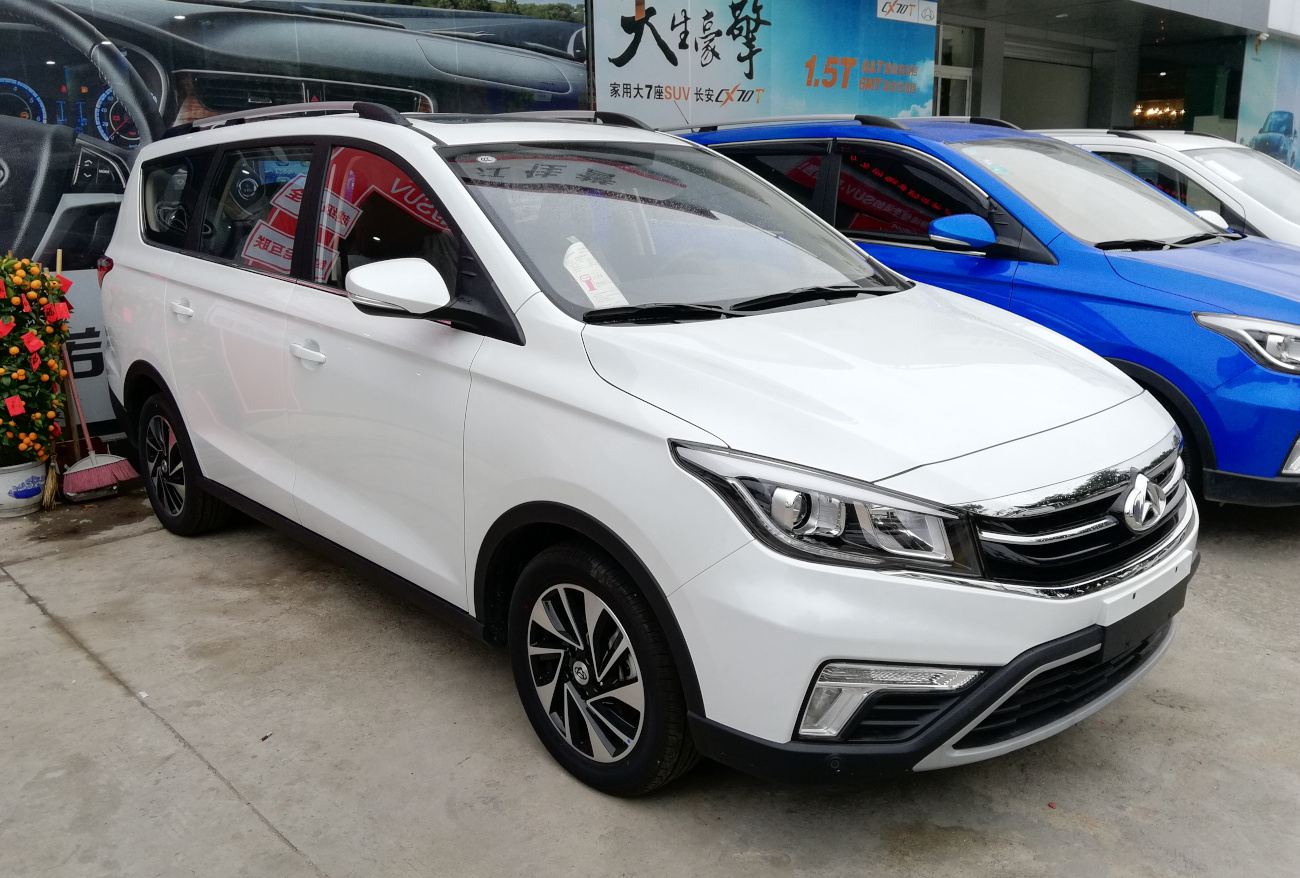
Oshan A800
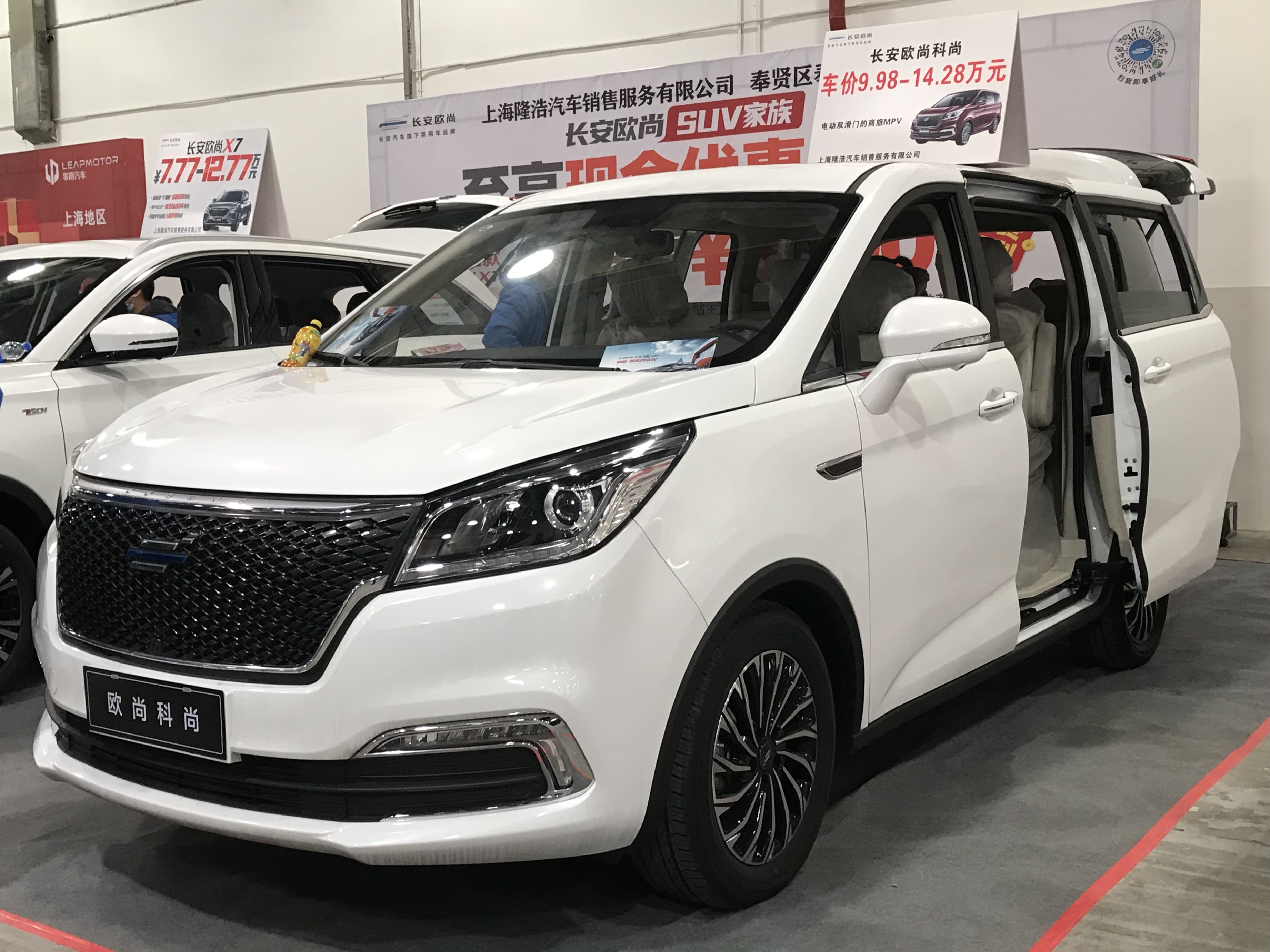
Oushan Cosmos
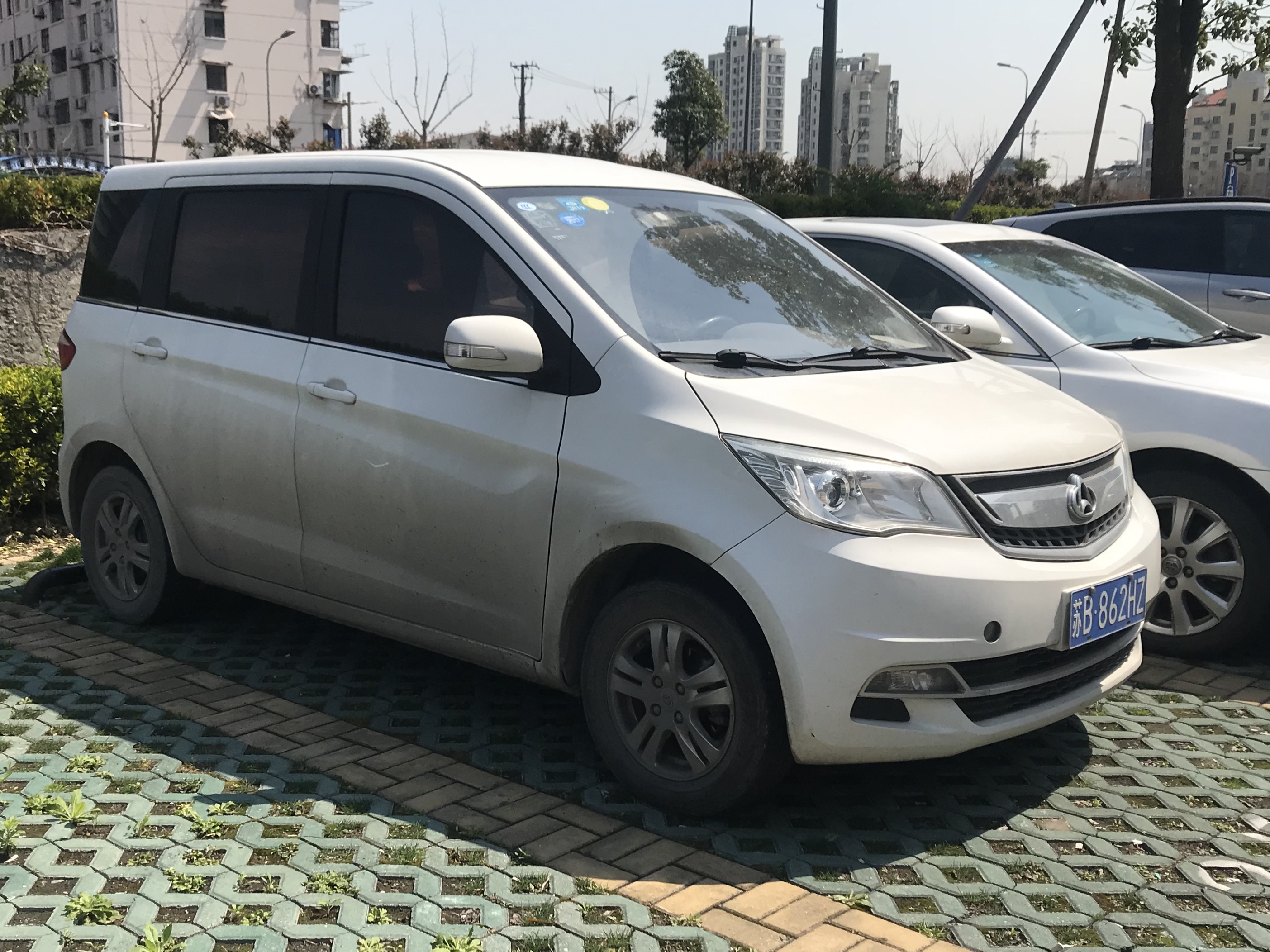
Chana Eulove